# 克列茨克

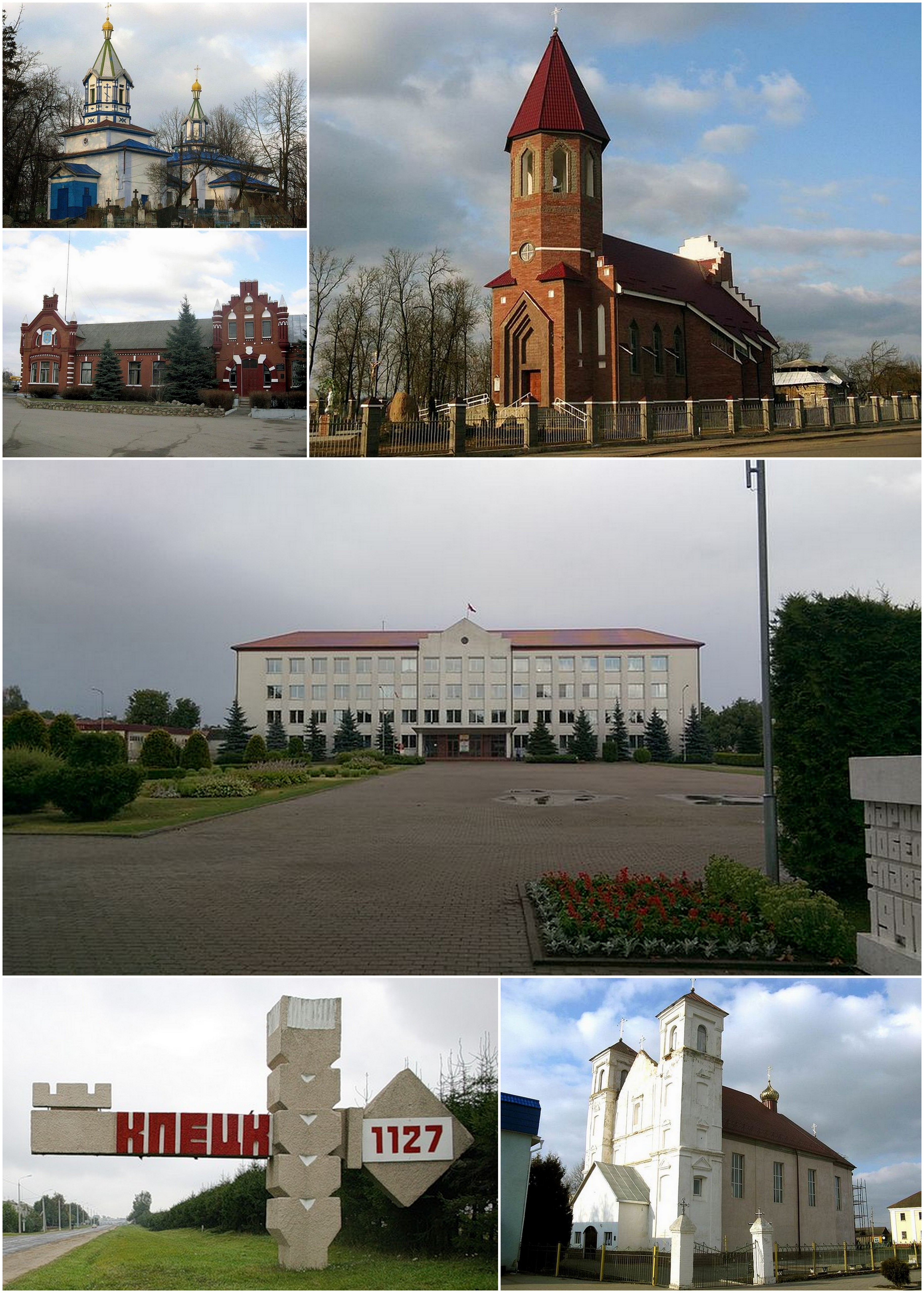
克列茨克 (2017)

克列茨克（羅馬化：Klieck）是白俄羅斯的城市，位於首都明斯克西南140公里，由明斯克州負責管轄，2023年人口数量为11,350人。第二次世界大戰期間，納粹德國在1941年6月27日至1944年7月2日佔領該鎮。

## 外部連結
- Kletsk Shtet Links Page

1. ↑   (PDF). 白俄罗斯国家统计委员会.   [2023-10-05]. （原始内容存档 (PDF)于2021-04-11） （俄语）.